# 폴란드로 간 아이들
《폴란드로 간 아이들》(영어: The Children Gone to Poland)는 2018년 10월 31일 개봉한 대한민국의 다큐멘터리, 드라마 영화이다. 추상미가 감독을 맡았으며 폴란드 현지에서 촬영했다.

## 줄거리
“그 아이들에게 우리가 사랑한다고 전해주세요”

1951년, 한국전쟁 고아 1,500명이 비밀리에 폴란드로 보내졌다.

폴란드 선생님들은 말도 통하지 않는 아이들을 사랑으로 품었고,

아이들도 선생님을 ‘마마’, ‘파파’라 부르며 새로운 가족으로 받아들인다.

그러나 8년 후, 아이들은 갑작스러운 송환 명령을 받게 되는데…

2018년, 아이들의 생사조차 알 수 없는 지금까지도

폴란드 선생님들은 아이들을 그리워하며 눈물을 흘린다.

역사 속 어디에도 기록되지 않았지만, 가슴에 남아있는 위대한 사랑의 발자취를 따라

추상미 감독과 탈북소녀 이송, 남과 북 두 여자가 함께 떠나는 특별한 여정이 시작된다!

## 출연진
- 이송 - 본인 역
- 추상미 - 본인 역, 내레이션
- 욜란타 크리소바타 - 본인 역
- 요제프 브로비치 - 본인 역
- 스타니스와프 바할 - 본인 역
- 야드비가 코모로프스카 - 본인 역
- 즈비그니에프 루트코프스키 - 본인 역
- 브로니스와프 코모로프스키 - 본인 역
- 조피아 코도로프스카 - 본인 역
- 조피아 파스칼스카 - 본인 역
- 요제파 노비크 - 본인 역
- 펠라기아 쇼츠 - 본인 역
- 베논 올레시악 - 본인 역
- 즈비그뉴 히르넬 - 본인 역
- 이해성 - 본인 역(특별출연)
- 정흥보 - 본인 역(특별출연)
- 이혜경 - 본인 역(특별출연)
- 강동완 - 본인 역(특별출연)
- 이석준 - 본인 역(특별출연)
- 김새롬 - 본인 역(특별출연)
- 정성웅 - 본인 역(특별출연)
- 모니카 도 - 본인 역(특별출연)

## 같이 보기
- 2018년 대한민국의 영화 목록